# Armor Games
Armor Games — американський видавець відеоігор і портал безплатних браузерних відеоігор. На сайті розміщено понад тисячу браузерних ігор у форматі HTML5 (раніше — Flash). Сайт базується в Ірвайні, штат Каліфорнія, його було засновано у 2004 році Деніелом МакНілі.
Armor Games в основному розміщує кураторські HTML5/JavaScript ігри та MMO, іноді спонсоруючи їх створення. Кожна гра завантажується і підтримується її оригінальним розробником, а деякі з них містять досягнення гравців, які можна розблокувати. Користувачі можуть спілкуватися в чаті на сайті та створювати онлайн-профілі. У грудні 2020 року, коли закінчився термін експлуатації Adobe Flash, сайт оголосив, що буде використовувати емулятор Ruffle для свого Flash-контенту, хоча багато Flash-ігор залишаються недоступними.
3 березня 2019 року компанія Armor Games повідомила, що у них стався витік даних у 2019 році та що база даних була продана на Dream Market.

## Відомі спонсоровані ігри
- Aether
- Coil
- Crush the Castle
- Detective Grimoire: Secret of the Swamp[6]
- Don't Escape: 4 Days to Survive
- Fancy Pants Adventures
- GemCraft
- Kingdom Rush
- Shift
- Вогонь і Вода
- Warfare 1917
- Waterworks!

## Armor Games Studios
Під назвою Armor Games Studios компанія почала розробляти та видавати інді-ігри на Steam, для мобільних пристроїв та консолей.
| Назва                                 | Розробник(и)                | Дата релізу       | Платформа(и)                                                               |
| ------------------------------------- | --------------------------- | ----------------- | -------------------------------------------------------------------------- |
| Cursed Treasure 2                     | IriySoft                    | 24 вересня 2014   | Microsoft Windows, macOS, Linux, iOS, Android                              |
| GemCraft - Chasing Shadows            | GameinaBottle               | 20 квітня 2015    | Microsoft Windows                                                          |
| Super Chibi Knight                    | PestoForce                  | 24 червня 2015    | Microsoft Windows, macOS, Linux                                            |
| Soda Dungeon                          | Afro-Ninja Productions      | 7 жовтня 2015     | Microsoft Windows, iOS, Android                                            |
| Sentry Knight Tactics                 | Tyler Myers, Justin Wolf    | 3 жовтня 2016     | Microsoft Windows, macOS                                                   |
| Sonny                                 | Krin Juangbhanich           | 12 січень 2017    | Microsoft Windows, macOS, iOS, Android                                     |
| The Big Journey                       | Catfishbox                  | 16 березня 2017   | iOS, Android                                                               |
| Pinstripe                             | Atmos Games                 | 25 квітня 2017    | Microsoft Windows, macOS, Linux                                            |
| The Adventure Pals                    | Massive Monster             | 3 квітня 2018     | Microsoft Windows, macOS, Nintendo Switch, Xbox One, PlayStation 4         |
| Infectonator 3: Apocalypse            | Toge Productions            | 10 травня 2018    | Microsoft Windows, macOS, iOS, Android                                     |
| Love is Dead                          | Curiobot                    | 31 травня 2018    | Microsoft Windows, macOS                                                   |
| Sushi Cat Words                       | Krin Juangbhanich           | 25 липня 2018     | iOS, Android                                                               |
| Crush the Castle: Siege Master        | UYAVA                       | 18 жовтня 2018    | iOS, Android                                                               |
| Zombotron                             | Ant.Karlov                  | 22 квітня 2019    | Microsoft Windows, macOS                                                   |
| Swords & Souls: Neverseen             | Soul Game Studio            | 5 червня 2019     | Microsoft Windows, macOS, Nintendo Switch                                  |
| Chook & Sosig: Walk the Plank         | TookiPalooki                | 17 червня 2019    | Microsoft Windows, macOS                                                   |
| Void Tyrant                           | Quite Fresh                 | 26 червня 2019    | iOS, Android                                                               |
| Don't Escape Trilogy                  | scriptwelder                | 29 липня 2019     | Microsoft Windows                                                          |
| Never Give Up                         | Massive Monster             | 13 серпня 2019    | Microsoft Windows, macOS, Nintendo Switch                                  |
| Nauticrawl                            | Spare Parts Oasis           | 16 вересня 2019   | Microsoft Windows, macOS                                                   |
| Deep Sleep Trilogy                    | scriptwelder                | 25 жовтня 2019    | Microsoft Windows                                                          |
| ITTA                                  | Glass Revolver              | 22 квітня 2020    | Microsoft Windows, Nintendo Switch                                         |
| Jet Lancer                            | Vladimir Fedyushkin         | 12 травня 2020    | Microsoft Windows, macOS, Nintendo Switch                                  |
| SOLAS 128                             | Amicable Animal             | 19 січня 2021     | Microsoft Windows, Nintendo Switch                                         |
| A Rogue Escape                        | Spare Parts Oasis           | 10 червня 2021    | Microsoft Windows, Oculus Rift                                             |
| The Last Stand: Aftermath             | Con Artist Games            | 16 листопада 2021 | Microsoft Windows, PlayStation 4, PlayStation 5, Xbox One, Xbox Series X/S |
| LumbearJack                           | FinalBoss Games             | 11 липня 2022     | Microsoft Windows, Nintendo Switch                                         |
| LumbearJack                           | FinalBoss Games             | 14 липня 2022     | Xbox One, Xbox Series X/S                                                  |
| Bear and Breakfast                    | Gummy Cat                   | 28 липня 2022     | Microsoft Windows, Nintendo Switch                                         |
| The Spirit and the Mouse              | Alblune                     | 26 вересня 2022   | Microsoft Windows, Nintendo Switch                                         |
| Islets                                | Kyle Thompson               | 24 серпня 2022    | Microsoft Windows, Nintendo Switch, Xbox X/S                               |
| The Tartarus Key                      | Vertical Reach              | 31 травня 2023    | Nintendo Switch, PlayStation 4, Windows, Xbox One, Xbox X/S                |
| Snacko                                | Bluecurse Studios           | 2023              | Microsoft Windows, Nintendo Switch, PlayStation 4, PlayStation 5           |
| In Stars and Time                     | insertdisc5                 | 2023              | Microsoft Windows, Nintendo Switch, PlayStation 4, PlayStation 5           |
| Defender's Quest 2: Mists of Ruin     | Level Up Labs               | 2023              | Microsoft Windows                                                          |
| Bilkins' Folly                        | WebbySoft                   | 2023              | Microsoft Windows, Nintendo Switch, PlayStation 4, PlayStation 5           |
| Elephant Collection                   | Wonderful Elephant (jmtb02) | TBD               | Microsoft Windows                                                          |
| Baladins                              | Seed by Seed                | TBD               | Microsoft Windows                                                          |
| Deep Sleep: Labyrinth of the Forsaken | scriptwelder                | TBD               | Microsoft Windows                                                          |
| Kamaeru: A Frog Refuge                | Humble Reeds                | TBD               | Microsoft Windows                                                          |

## Рецепції
У 2007 році журнал PC Magazine включив його до списку 100 найкращих невідкритих вебсайтів.[джерело?] Американська новинна станція KSTU включила його до списку 10 сайтів, які вони вважають найкращими для пошуку безплатних онлайн-ігор.[джерело?]